# Palestrinakoret
Palestrinakoret ('Palestrinakören') var en dansk kör, uppkallad efter tonsättaren Giovanni Pierluigi da Palestrina, som verkade under 12 år under ledning av dirigenten Mogens Wöldike och kom att få en avgörande betydelse för körsången i Danmark och Sverige.
Palestrinakoret genomförde 145 konserter. Kören bestod av omkring 40 sångare med undantag för en kortare period då antalet var uppemot 60. Repertoaren bestod av musik från gregoriansk sång till nyskrivna verk av Carl Nielsen och Thomas Laub.
Då kören inledde sin verksamhet fick man bidrag från "Italiensk Selskab" ('Italienska sällskapet') och då man började ta betalt vi konserter och framträdanden kunde dirigenten och även koristerna arvoderas. Under körens sista år erhöll man statsbidrag.
Kören bildades i oktober 1922 då det ”Italienska sällskapet” önskat en konsert med Palestrinas Marcellusmässa (Missa Papae Marcelli) på programmet och budet gick till tonsättaren Ebbe Hamerik som bildade en kör och påbörjade repetitionsarbetet, men Hamerik fick förhinder och redan i november överlät han arbetet till Mogens Wöldike. Wöldike som var elev till Thomas Laub var mycket insatt i äldre vokalpolyfoni, både sakral och profan. Först den 20 april 1926 bildades en förening och man registrerade namnet Palestrinakoret.
För arbetet med Marcellusmässan krävdes 70 repetitioner, både stämrepetitioner och repetitioner med hela kören, men det gedigna arbetet kom att få stor betydelse för körens kvalitet. Konserten med Palestrinas mässa genomförde för Italienska sällskapet i Odd Fellow-palatsets lilla sal den 24 mars 1923 och väckte sådan uppmärksamhet att den fick framföras den 6 april i Glyptotekets antiksal, varvid Knud Jeppesen höll ett inledande föredrag. Därefter repriserades musiken den 8 april i Slottskyrkan, samt den 9 och 17 april i Holmens Kirke.
Därefter dröjde det till 1924 innan kören lät höra sig igen. Repertoaren bestod i början huvudsakligen av renässansmusik såsom Palestrina, Orlando di Lasso, Johann Eccard, Hans Leo Hassler, Melchior Vulpius, Michael Praetorius, Johann Stobäus, Giovanni Gabrieli, Antonio Lotti, Johan Rosenmüller med flera.